# Самуель Шацман
Самуель Шацман (12 жовтня 1955 — 2 листопада 2016) — швейцарський вершник.
Срібний призер Олімпійських Ігор 1988 року в командній виїздці.
Бронзовий призер Чемпіонату Європи з виїздки 1989 року в командній виїздці.
Бронзовий призер Всесвітніх ігор з кінного спорту 1990 року.